# Desfile do Dia da Vitória em Moscou em 1997

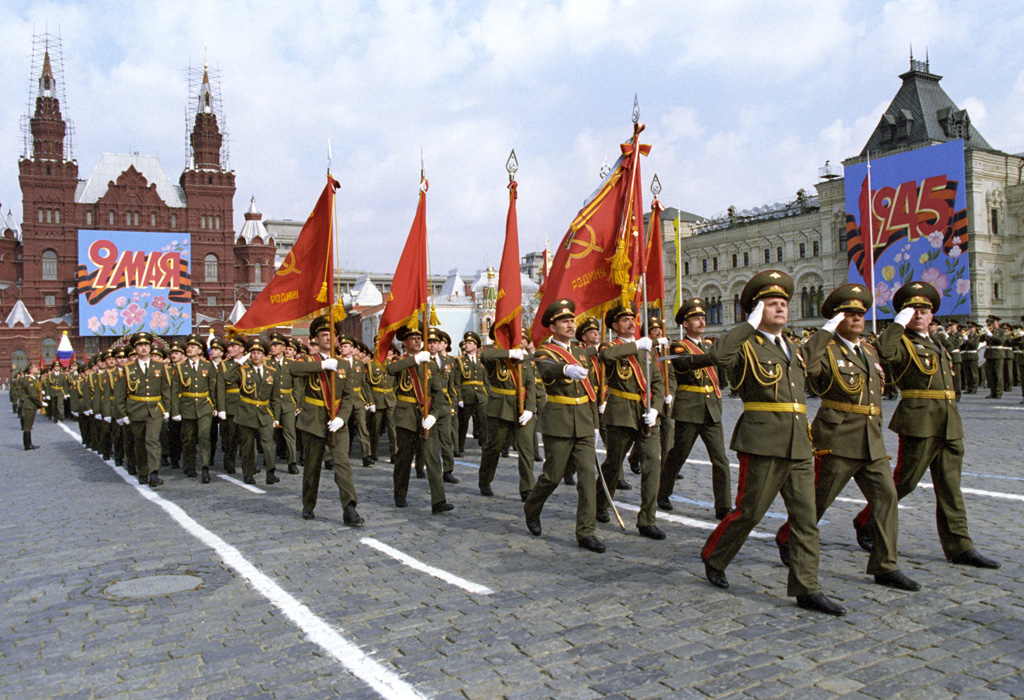
Uma academia militar na Praça Vermelha.

O Desfile do Dia da Vitória de Moscou de 1997 (em russo: Парад Победы, tr. Parad Pobedy) foi um desfile militar realizado na Praça Vermelha em 9 de maio de 1997 para comemorar o 52º aniversário da vitória soviética sobre a Alemanha Nazista na Grande Guerra Patriótica em 1945. 
Junto com o Comandante Supremo das Forças Armadas Russas, o Presidente da Rússia Boris Iéltsin, o Primeiro Ministro Viktor Chernomyrdin, o Prefeito de Moscou Yuri Luzhkov, os generais do exército russo outras autoridades notáveis estavam em uma arquibancada temporária, erguida em frente ao Mausoléu de Lenin. 5.000 militares participaram, porém nenhum equipamento militar esteve presente. O desfile foi comandado pelo vice-comandante do Distrito Militar de Moscou, Tenente-General Igor Puzanov. A passagem das tropas levou 20 minutos.